# ミャンマー軍の教育機関
ミャンマー軍の教育機関（ミャンマーぐんのきょういくきかん）について詳述する。

## 概要

### 人材育成
ミャンマー軍（以下、国軍）は、独立直前の1946年に士官訓練学校（OTS）を設立していたが、訓練期間も訓練マニュアルも訓練用兵器も不足しており、兵士の質は低かった。1950年代後半には年間2000人～4000人の脱走兵がいたのだという。また将校についても、イギリス、インド、パキスタンなどの国々の訓練学校に派遣して養成していたが、下士官養成コースしか受講できなかった。

1953年8月24日に開催された国軍会議で、ネ・ウィンは以下のように発言している。

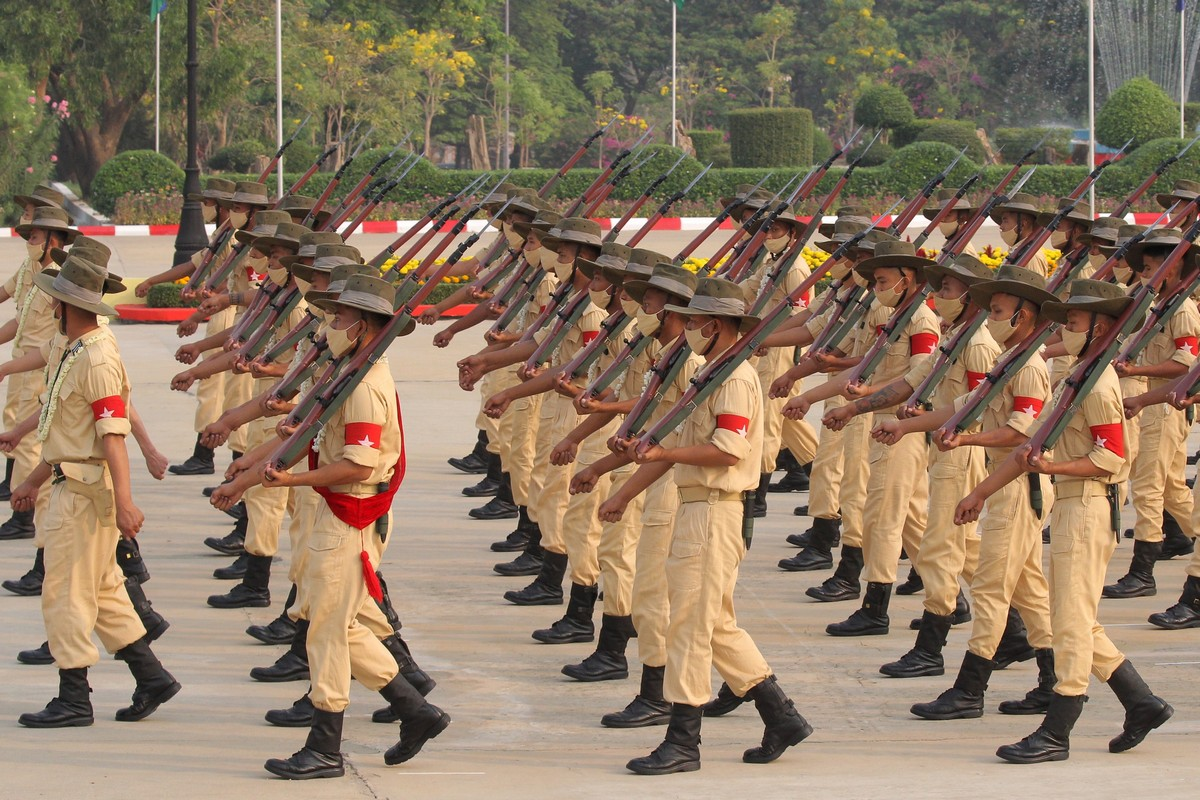
2021年3月27日国軍記念日。旧日本軍風の軍服を着て行進する国軍兵士たち。

こうした状態を憂慮した国軍は、1956年に陸軍省に軍事訓練総局（Directorate of Military Training：DMT）を設立し、軍事訓練プログラムと訓練方針を学ばせるために、多くの軍事代表団をインド、パキスタン、イスラエル、ユーゴスラビア、東ドイツ、イギリス、アメリカ、ソビエト連邦などに派遣した。1950年代には国軍士官学校（DSA）、国防大学（NDC）などの教育施設を多数設立。ちなみに入隊前教育・訓練の双璧はOTSとDSAで、両校の出身者の間には確執があるとされる。また留学にも力を入れ、サンドハースト王立陸軍士官学校等イギリス、アメリカ、オーストラリアの名門士官学校に多数の将校を留学させ、人材育成に力を注いだ。ちなみにミャンマーの訓練学校のマニュアルはイギリスのもの、教官は日本軍の下で訓練を受けた者が多かったので、国軍は「日本的心を持った英国的組織」とも言われている。
しかし軍事独裁政権となった1962年以降は、海外留学は激減。1959年に106人いた留学者は、1970年代には1桁台に落ちこみ、1980年代には2桁台に回復したものの、それでも1987年に36人が留学するだけだった。ただ留学先は、イギリス、アメリカ、西ドイツ、オーストラリアなどの西側諸国だった。
8888民主化運動後、大学が民主化運動の拠点となったのを受け、国軍は人材の自給自足と高度化を図るべく、多くの新しい訓練学校を設立した。また再び留学が盛んとなり、西側諸国からは経済制裁を受け関係が切れたものの、中国、ロシア、マレーシア、シンガポール、インド、パキスタンなどの国々に多数の軍人を派遣した。ネ・ウィン時代は、昇進人事を円滑に行うために将校の数は意図的に低く抑えられていたが、SLORC/SPDC時代には将校団の規模が拡大し、DSAの卒業生は1990年代初頭は100人台だったものが、1990年代後半には200人台となり、2000年代には2000人台と激増した。なおネ・ウィン時代は実力主義が取られ、非ビルマ族・非仏教徒でも昇進できたが、1990年代以降はビルマ族の比率が増している。
2011年の民政移管後、「標準的な軍隊」の構想が示され、国軍は規模が縮小され、近代化され、女性や少数民族の兵士が募集された。またミャンマーの経済が成長し始めると、他に雇用と社会的上昇の機会が生じたので、将校や兵士の募集に若干支障をきたすようになったが、その悪評にも関わらず、庶民に立身出世を与えくれる組織ということで、士官候補生が不足することはなかったのだという。ちなみに軍人は軍人家庭出身者が多く、国軍の価値観を受け容れやすい土壌があるとも指摘される。

国軍の海外経験不足を捉えて、その視野の狭さを指摘する声もあるが、東京新聞記者・藤川大樹はそれを否定している。

### 初等教育
8888民主化運動を受けて、SLORC/SPDCは愛国教育に力を入れた宿営地学校（Cantonment School）という学校を全国に約20校設立した。小学校から高校まであり、校長は陸軍心理局所属の大学院卒の軍人 で、教師は大卒以上の軍人の妻が多く、進捗状況も教育省ではなく陸軍心理局へ報告することになっている 。生徒の80％は軍人家庭、残りは公務員家庭で、生徒の成績はおしなべて優秀なのだという。2021年クーデター後は、国軍は仏教教育に力点を置いたダンマ（Dhamma）・スクールを各地に設立している。教育を担っているのはミャンマー愛国協会（マバタ）やビルマ仏教青年会（YMBA）などの国軍系の僧侶である。

## 教育施設一覧
| 名称                                     | 設立           | 場所                 | 備考 |
| ---------------------------------------- | -------------- | -------------------- | --- |
| 国防（陸軍）士官訓練学校（DSOTS）        | 1946年         | バトゥー（Ba Htoo）  | 1946年、士官訓練学校（OTS）として設立。将校養成機関。大卒、高卒、中卒それぞれの学歴に応じた養成コースがある。 |
| 国軍士官学校（DSA）                      | 1955年         | ピン・ウー・ルウィン | 将校養成機関。16歳から19歳までの高卒を入学させ、4年間の訓練を受ける。卒業した士官候補生には学士号か理学士号が授与され、国軍の3つの軍のどこかに配属される。現在、コンピューター・サイエンスの学位コースも導入しているが、コースの大部分は軍事科学に充てられている。 |
| テザ（国軍士官コース《OTC》）            | 1971年～2002年 |                      | 将校養成コース。2000年、国軍はテザ将校の募集を停止。2002年までに計30期、合計4,958人のテザ将校が国軍に入隊した。 |
| 国防医学学校（DSMA）                     | 1993年         | ヤンゴン             | 国軍唯一の医官養成機関。1950年代初めから、医学部卒業者を対象とした国家公務員制度を実施してきたが、1990年代になると採用が難しくなり、1993年、国防医学研究所（ DSIM）として設立され、その後改称。 |
| 国防技術学校（DSTA）                     | 1994年         | ピン・ウー・ルウィン | 1994年、国防技術大学（ DSIT）として設立。1999年改称。技官養成機関。機械工学、土木工学、電力工学、電子工学、防衛産業工学、化学工学、海洋工学、航空工学、冶金工学の学位を取得できる。2006年には海軍建築、海洋電気システム・エレクトロニクス、航空宇宙・航空工学、航空宇宙推進・飛行体、メカトロニクスの5つのカテゴリーが追加された。DSTAは国軍将校のための大学院コースも提供している。 |
| 国防看護・医療従事者科学研究所（DSINPS） | 2000年         | ヤンゴン             | 2000年、国防看護大学（DSIN）として設立。2002年改称。看護士官訓練センター。卒業生は国軍に徴用されず、在学中に少尉から中佐までの官職に任命される。看護学や、薬学、放射線学、理学療法、医療技術などの医療従事者科学の4年制の学位プログラムでは、男性候補者のみを募集。 |

| 名称                                   | 設立   | 場所                     | 備考 |
| -------------------------------------- | ------ | ------------------------ | --- |
| 指揮幕僚大学（CGSC）                   | 1948年 | カロー                   | 1948年、ビルマ陸軍参謀学校（BASC）として設立。1996年改称。毎年、陸海空軍から少佐と中佐の下級将校と警察官数名が大佐への昇進のために選抜され、約12ヶ月間の訓練を受ける。訓練生のほとんどは陸軍出身で、空軍、海軍、警察出身の将校はわずか。その教育の趣旨は（１）歩兵師団を指揮できる将校の育成と地方司令部のスタッフ業務の遂行（２）国防政策、軍事ドクトリン、国際政治、地域政治、軍事科学、地政学、ミャンマーの現在の政治・社会経済状況との相関関係の枠組みの中で、軍事問題に対する迅速かつ正しい解決策を見出すことができるような将校の養成である。指揮、軍事指導、幕僚任務、ジャングル戦の特殊戦術、河川横断戦、山脈戦、低地戦、トンネル戦、ゲリラ戦、コマンド、ABC（原子・生物・化学）戦、合同作戦、人民戦争戦略、情報収集技術、支援部隊などのコースがある。           |
| 国防情報センター（DSIC）               | 1950年 |                          | 1950年、軍事情報訓練センター（MITC）として設立。1958年改称。情報将校のためのコースを提供。尋問、情報収集と分析、特別警備作戦、その他の専門科目の訓練を受ける。 |
| 国防信号電気学校（DSSES）              | 1951年 |                          | 1951年、ビルマ信号訓練連隊（BSTR）として設立。1997年改称。戦闘レベルの信号運用に関する基本的な知識を得る。信号部隊の将校は、信号小隊、信号中隊、信号（電子）工学のためのコースを受講しなければならない。これらのコースには、無線操作、信号情報、傍受、暗号作成と解読、電子戦などが含まれる。 電子・情報技術の発展に追いつくため、歩兵将校のための新しいコースが数多く開講されており、これには C4 I（指揮、統制、通信、コンピュータ、情報）戦の基礎コースもある。 |
| 国防工兵学校（DSES）                   | 1952年 | ピン・ウー・ルウィン     | 1952年、ビルマ陸軍工兵隊センター（BAECC）として設立。1997年改称。工兵部隊の将校その他の階級の軍人を対象。将校向けには地雷作業、野外工学、トンネル戦、土木工学のコースがある。 |
| 国防（陸軍）戦闘部隊学校（DSCFS）      | 1955年 | バインナウン(Bayinnaung) | 1952年、ビルマ陸軍中央学校（BACS）として設立。2000年に新設された。陸軍士官の訓練所。3ヶ月～5ヶ月間、軍事指導、幕僚任務、軍事戦略・戦術、軍事法規、戦史、戦争原理、対反乱戦などを学ぶ。 |
| 国防大学（NDC）                        | 1958年 | ヤンゴン                 | 上級士官を対象。ほとんどが大佐。1998年に修士コースを導入。（１）国家の独立と主権、国民の連帯、ミャンマー連邦の発展と進歩を永続させるために、適切な軍事ドクトリンと公共政策を研究・開発できる（２） 国家の安全保障に密接に関わる軍事問題、国内政治、経済問題、国家政策の目的を理解できる。（３）近代先進国建設のための国際・国内政策を決定するうえで、相互に関連し重要な軍事的、政治的、後方支援的、経営的、心理的要因を分析し、効率的に活用することができる（４）国家の防衛・安全保障目標と国家政策の目的を分析し、国家目標を支援するために、平和と戦争の両方において、将来の国家大戦略を策定することができる人材を育成。演習の一環として国家安全保障計画の立案も義務付けられている。卒業生は、准将以上への昇進が検討され、司令官と幕僚の両方の役職に就くことができる。 |
| 陸空戦・空挺部隊学校（LAWPS）          | 1958年 |                          | 1958年、陸空戦学校（LAWS）として設立。1963年、落下傘部隊学校と合併して改称。空挺作戦を学ぶ。 |
| 国防行政学校（DSAS）                   | 1964年 | ピン・ウー・ルウィン     | 1964年、ビルマ陸軍行政支援訓練学校（BAASTS）として設立。1997年改称。将校コースは、優秀な准尉将校や準士官、司法将校を育成することを目的としている。ほとんどすべての下級将校はDSASのコースを受講することが義務付けられている。 |
| 装甲・砲兵訓練学校（AAS）              | 1990年 | ピン・ウー・ルウィン     | 1994年、国防技術大学（ DSIT）として設立。1999年改称。砲兵、装甲、防空大隊に勤務する将校その他の階級の軍人が対象。多くの下士官、主に任官直後の将校が、砲兵訓練のためにAASに行く。 |
| 国防機械・電気工学学校（DSMEES）       | 1990年 | ピン・ウー・ルウィン     | 将校を対象に小隊レベルおよび中隊レベルのコースを提供。その内容は、兵器システムの整備と修理、レーダー検査、ミサイル整備、電子機器整備などである。 |
| 特殊部隊訓練センター                   |        |                          | 空軍と海軍の士官を対象。空軍向けには、基本飛行、航法、航空交通、管制塔の操作、輸送機の飛行、ヘリコプターの飛行、防空システムなどのコースがある。海軍向けは、電子情報、水雷・魚雷作戦、水雷掃海、航海、測量、海軍コマンド、海軍砲兵などのコースがある。 |
| 戦闘関連組織活動訓練センター（CROATC） |        |                          | ビルマ社会主義計画党（BSPP）のイデオロギー教育センターで、地方司令部でイデオロギー教育センターを運営していて、廃止された中央政治学院の代わりの教育機関。すべての軍人はCROATCで3ヶ月のコースを受講しなければならない。 |